# ハミングキッチン
ハミングキッチンは、日本コロムビアからデビューした、日本の音楽バンドである。

## 概要
ボーカルのイシイモモコ、ギターの眞中やすの二人によるアコースティックデュオ。2003年頃から二人の作詞作曲によるオリジナル曲やカバー曲をレパートリーとして横浜、東京などのライブハウスに出演していた。2004年にインディーズレーベルからデビューアルバムを発売し、2009年に解散するまで、二人の出身地に近い横浜、湘南地区や東京を中心に活動していた。

## 歴史
2003年、アサヒビール「アサヒ黒生」ホームページのWEBドラマ『アフター9ストーリー』で、二人の楽曲がテーマ曲として採用される。
2004年、インディーズレーベルのモノフォニカレコードから、ハルモニア名義でファーストアルバム『はみんぐキッチン』を発売。インディーズの販売サイト、indiesmusic.comにてポップス部門の売り上げNo.1を獲得。収録曲の『ブルームーン』『東京ラブレター』『順風由比ヶ浜』は、FMヨコハマをはじめ湘南地区のFM局で人気となり、数多くオンエアされた。同年10月にユニット名をハミングキッチンに改名。
2005年、エアリーミュージックからセカンドアルバムの『虹色ソーダ』を発売。先行発売されたシングル『夕焼けステイション』が、細野晴臣に認められ、細野が音楽監督を務めた小泉今日子の主演映画『グーグーだって猫である』（2008年公開）の主要テーマ曲として採用される。同年、オリジナル・サウンドトラックが細野晴臣のレーベル、daisyworld discsから発売され『夕焼けステイション』は『パノラマの丘』とタイトルを変えて収録された。
2006年頃から、イシイモモコが小林武史と桜井和寿が中心となったap bank（Bank Band）のコーラスに加わったり、眞中やすは自身の拠点としていた湘南などの音楽仲間とコンピレーションアルバムを制作するなど、ソロでの活動が増えていく。この頃、イシイモモコは数々のCMソング楽曲を歌唱するなど、精力的な活動を続けていた。
2009年、細野晴臣のレーベルdaisyworld discsから、サードアルバムの『ストレンジトマト』が発売される。日本コロムビアが発売元となる、ハミングキッチンとして初のメジャーデビュー作品となった。収録曲の『風のアトラス』で初のプロモーションビデオが制作された。
2009年の12月、ハミングキッチンの公式ホームページで突然の解散が発表される。
2019年5月、解散から10年目となる年に、眞中やすがオープンした『Syoku-Yabo農園』の創設10周年記念イベントで、ハミングキッチンとして解散後初の再結成ライブが行われた。

## メンバー
イシイモモコ　
ボーカル　作詞作曲担当　横浜出身
眞中やす
ギター　作詞作曲担当　湘南出身

## ディスコグラフィー

### シングル
夕焼けステイション　2005年7月発売
1. 夕焼けステイション
2. どどんざあ
3. 東京ラブレター（2005 Version）
4. 空から落ちたひとつ星（Studio Live Version）

### アルバム
『はみんぐキッチン』2004年6月発売
1. 東京ラブレター
2. リーゼントの恋
3. 順風由比ヶ浜
4. ブルームーン
5. スパゲッティミートソースのような午後
6. お掃除ベイビー
7. ラクダ・ララバイ
8. オルゴールの唄
9. 空から落ちたひとつ星
10. 夕立

『虹色ソーダ』2005年11月発売
1. 夕焼けステイション
2. アヒルグライダー
3. 浜昼顔はうつむいて
4. プテラノ
5. のこのこ
6. 狼だ！
7. 老酒
8. どどんざあ
9. ヌードハート
10. 夕立
11. すすき畑

『ストレンジトマト』2009年4月発売
1. Taxi Driver
2. 風のアトラス
3. オムレツムーン
4. さくらあめ
5. Bonjour Express
6. キッチンボイコット
7. アイスクリームベイビー
8. Daisy's Cafe
9. オルゴールの唄
10. BOY
11. 浪士不動
12. 蒼いカンバス
13. パノラマの丘［bonus track］